# Theo Rasehorn

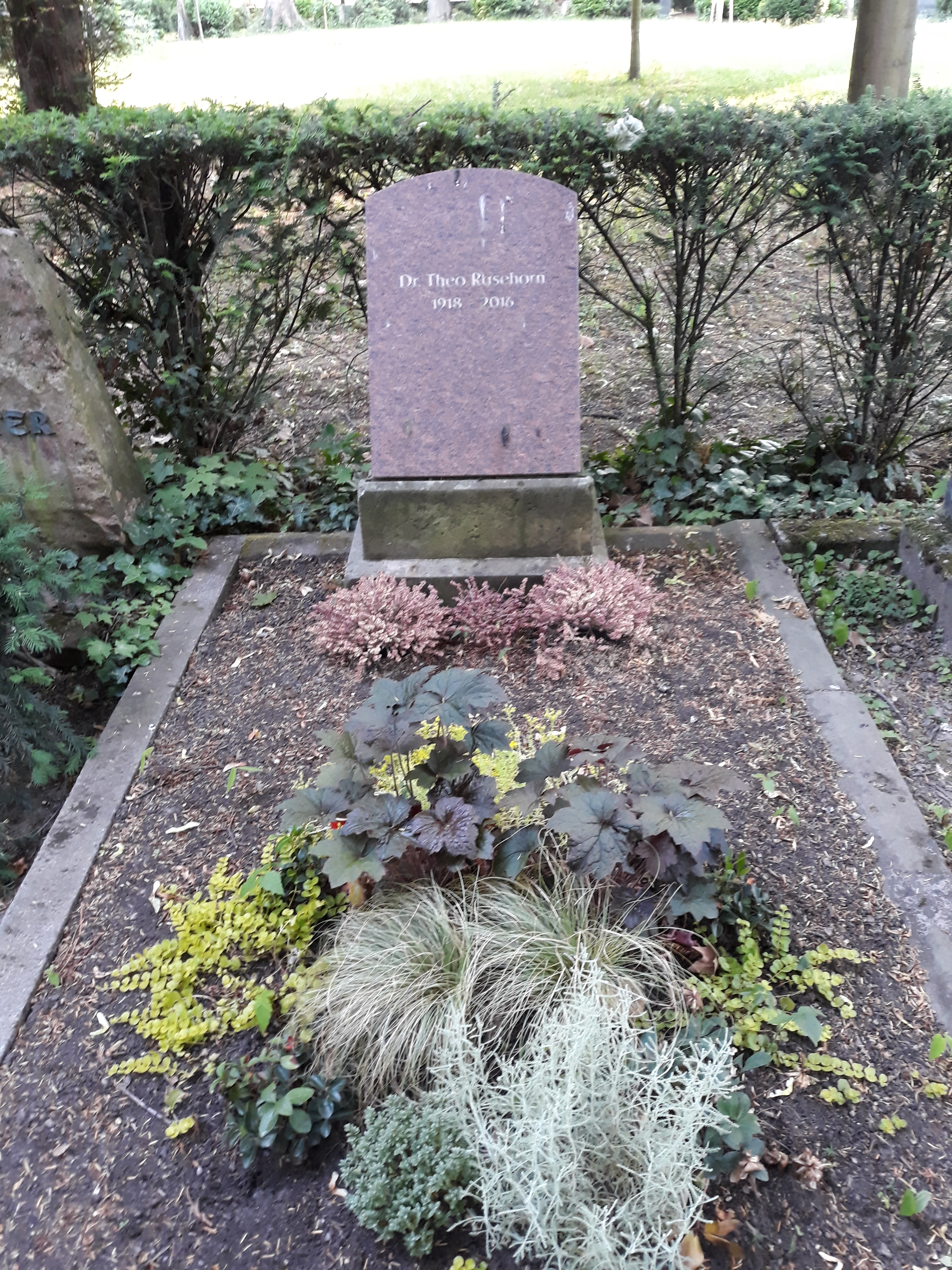
Das Grab von Theo Rasehorn auf dem Alten Friedhof Bonn.

Theo Rasehorn (* 26. Oktober 1918 in Lüdenscheid; † 16. Januar 2016)  war ein deutscher Richter, Rechtssoziologe und Schriftsteller.

## Leben und Wirken
Der zum Dr. jur. promovierte Rasehorn war von 1951 bis 1983 als Richter am Landgericht in Bonn sowie an den Oberlandesgerichten in Köln und Frankfurt tätig, zuletzt als Vorsitzender Richter am Oberlandesgericht Frankfurt am Main. Seit 1974 war er mit Frank Benseler und Udo Reifner Mitherausgeber der Veröffentlichungsreihe Demokratie und Rechtsstaat. Er war Autor zahlreicher justizkritischer Bücher und Schriften und veröffentlichte auch unter den Pseudonymen Xaver Berra oder X. Berra.
Rasehorn trat erstmals im Jahr 1959 mit dem Beitrag „Justiz im NS-Zwielicht“ in der linkskatholischen Zeitschrift Werkhefte hervor, mit dem er sich „gegen das Bemühen des Richterbundes, die Tätigkeit von Richtern in der NS-Zeit zu verharmlosen“ wandte. In der Folgezeit arbeitete er beim Aktionskomitee Justiz, im Bundesvorstand der Arbeitsgemeinschaft sozialdemokratischer Juristinnen und Juristen (1974–1982) und im Umfeld des Richterratschlags und der Zeitschrift Betrifft Justiz (für diese von 1985 bis 1997 unter dem Namen Xaver Berra als regelmäßiger Kolumnist) mit. Eine Zusammenarbeit auf dem Gebiet der Rechtssoziologie verband ihn auch mit Dieter Strempel, dem seinerzeitigen Leiter des Referats „Rechtstatsachenforschung“ im Bundesministerium der Justiz. 
Von 1989 bis 1995 gehörte er dem Sprechergremium der Sektion Rechtssoziologie der Deutschen Gesellschaft für Soziologie an, was ihn nicht davon abhielt, sich als „Amateursoziologen“ zu apostrophieren.

## Ehrungen und Auszeichnungen
- Marie-Juchacz-Plakette der Arbeiterwohlfahrt (AWO) (1989)[4]
- Arnold-Freymuth-Preis der Arnold-Freymuth-Gesellschaft (2000)

## Schriften (Auswahl)
- Empirische Rechtssoziologie: Gedenkschrift für Wolfgang Kaupen (Mitherausgeber mit Dieter Strempel), Nomos-Verlag Baden-Baden, 2002, ISBN 978-3-7890-7956-6.
- Der Richter zwischen Tradition und Lebenswelt: alternative Justizsoziologie. Baden-Baden: Nomos-Verlag 1989, ISBN 3-7890-1771-X.
- Der Untergang der deutschen linksbürgerlichen Kultur: beschrieben nach den Lebensläufen jüdischer Juristen. Baden-Baden: Nomos-Verlag 1988, ISBN 3-7890-1584-9.
- Justizkritik in der Weimarer Republik. Das Beispiel der Zeitschrift „Die Justiz“. Frankfurt/New York: Campus Verlag 1985, ISBN 3-593-33546-8
- Die Justiz zwischen Obrigkeitsstaat und Demokratie. Ein empirischer Beitrag zur Soziologie der deutschen Justizjuristen. Neuwied a. Rh.: Luchterhand 1971 (mit Wolfgang Kaupen).
- Im Paragraphenturm. Eine Streitschrift zur Entideologisierung der Justiz (unter dem Pseudonym Xaver Berra), 2. Aufl. 1967, Hermann Luchterhand Verlag GmbH, Berlin/Neuwied, ohne ISBN.